# ابوالحسن حائری‌زاده (نماینده مجلس شورای اسلامی)
سید ابوالحسن حائری‌زاده (زاده ۱۳۲۶ در کربلا، درگذشته ۱۳۸۷ در تهران) نماینده دوره‌های اول، دوم و سوم مجلس شورای اسلامی از شهرستان بیرجند بود.

## زندگی‌نامه
وی در سال ۱۳۲۶ در کربلا عراق متولد شد. پدر وی سیدکاظم حائری زاده یکی از روحانی‌های شهر بیرجند بود.
وی بعد از انقلاب نمایندهٔ مردم بیرجند بود و پس از سه دوره نمایندگی مجلس شورای اسلامی، در دوره چهارم از سوی شورای نگهبان رد صلاحیت شد. حائری زاده پس از روی کار آمدن هاشمی رفسنجانی بعنوان رئیس‌جمهور در سال ۱۳۶۸، با ایراد نطق‌های پیش از دستور در مجلس سوم مخالفت خود را با سیاست‌های اقتصادی و فرهنگی دولت وقت ابراز می‌داشت.

## درگذشت
وی در ۱۴ آذرماه سال ۱۳۸۷ بر اثر بیماری قلبی در تهران درگذشت. در مراسم تشییع او سید علی‌اکبر محتشمی‌پور، علی عبدالعلی‌زاده، مجید انصاری، حسین مظفری‌نژاد، علی صوفی، بیژن نامدار زنگنه، قربانعلی صالح‌آبادی، مرتضی الویری، علی‌محمد حاضری، امین امین ناصری، حسن رمضانیان‌پور و… حضور داشتند.